# Pseudochirella cryptospina
Pseudochirella cryptospina is een eenoogkreeftjessoort uit de familie van de Aetideidae. De wetenschappelijke naam van de soort werd in 1905 voor het eerst geldig gepubliceerd door Georg Ossian Sars.